# NGC 26
NGC 26 è una galassia a spirale situata nella costellazione di Pegaso. È stata scoperta il 14 settembre 1865 dall'astronomo tedesco Heinrich Louis d'Arrest.